# Heartbeat (альбом)
Heartbeat (с англ. — «Сердцебиение») — второй студийный альбом немецкой диско-группы Bad Boys Blue, вышедший в 1986 году.

## Об альбоме
Heartbeat включает в себя два международных хита — «I Wanna Hear Your Heartbeat (Sunday Girl)» и «Kisses And Tears (My One And Only)».

## Список композиций
1. «I Wanna Hear Your Heartbeat (Sunday Girl)» (3:50)
2. «Mon Amie» (4:35)
3. «One Night In Heaven» (4:45)
4. «Baby I Love You» (4:05)
5. «Kisses & Tears (My One And Only)» (3:58)
6. «Rainy Friday» (4:35)
7. «Lady Blue» (4:29)
8. «Love Really Hurts Without You» (3:44)
9. «Blue Moon» (4:32)
10. «Dance The Night Away» (4:20)